# Walters Art Museum
Il Walters Art Museum, già Walters Art Gallery è il principale museo di arti visive di Baltimora (Maryland), negli Stati Uniti.
Il nucleo originario del museo risale alle collezioni di William Thompson Walters (1819-1894), residente a Parigi dallo scoppio della guerra civile americana, e Henry Walters (1848–1931), che completò la collezione e la sistemò in un palazzo appositamente costruito in Charles Street, aperto al pubblico nel 1909. Alla morte di Henry Walters il museo con i suoi 22.000 pezzi e l'edificio che lo ospitava vennero donati alla città di Baltimora "a beneficio della comunità".
Le collezioni del Walters Art Museum spaziano dall'Antico Egitto alla scultura greca e romana, dai manufatti medievali ai codici miniati, dai dipinti di maestri europei, ai bronzetti rinascimentali, fino all'arte del XIX secolo, all'arte orientale ed alle arti applicate.
Nel 2000 il museo cambiò nome per riflettere meglio la sua vocazione di istituzione pubblica, l'anno successivo il museo venne riaperto in una sede ampliata al termine di tre anni di lavori di ammodernamento e ristrutturazione.

## Opere

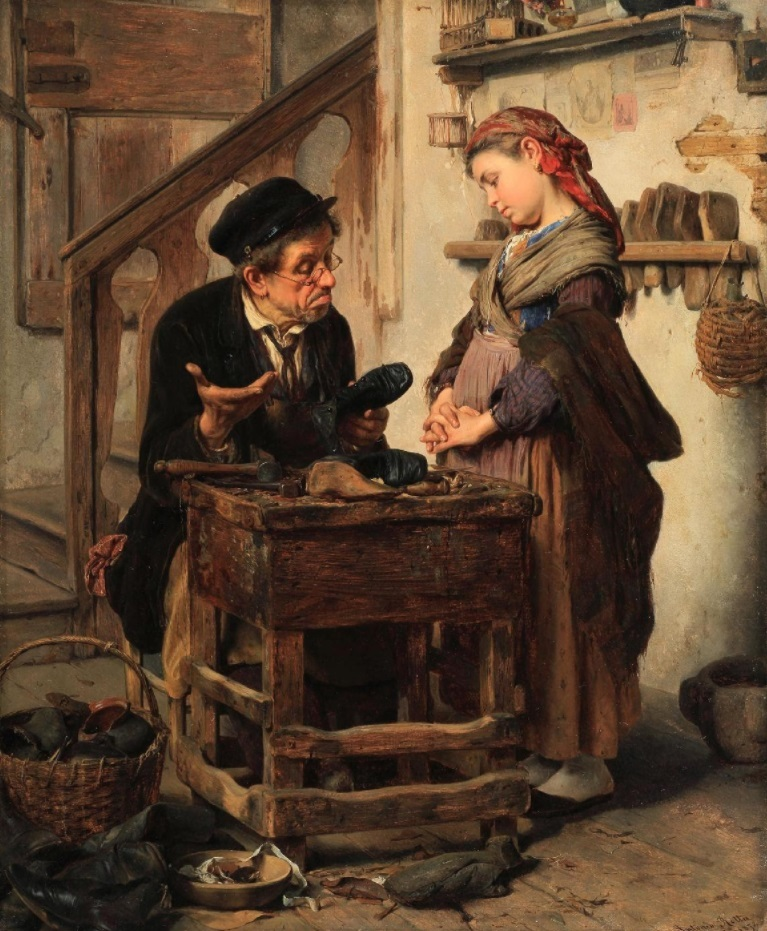
Antonio Rotta, Il caso senza speranza, 1871

- Anonimo fiorentino, Città ideale, 1470-1480
- Pinturicchio, San Girolamo nel deserto, 1475-1480 circa
- Baldassarre Carrari il Giovane, Sacra Famiglia con un angelo, 1485 circa
- Giorgio Schiavone, Madonna col Bambino e due angeli musicanti, 1459-1460
- Carlo Crivelli, Madonna col Bambino tra i santi Francesco e Bernardino con piccolo donatore orante, 1490 circa
- Raffaello, Madonna dei Candelabri, 1513-1515
- Rosso Fiorentino, Sacra Famiglia con san Giovannino, 1521 circa
- Elisabetta Sirani, Giuditta con la testa di Oloferne, 1650 circa[1]
- Giovanni Battista Beinaschi, La parca Cloto, 1680 circa
- Giovanni Battista Pittoni, Sacrificio di Polissena, 1735
- Giambattista Tiepolo, Scipione l'Africano libera Massiva, 1719-1721
- Antonio Rotta, Il caso senza speranza (The Hopeless case), 1871
- Lawrence Alma-Tadema, Saffo e Alceo (Sappho and Alcaeus), 1991